# سیلوی سایمو
سیلوی سایمو (انگلیسی: Sylvi Saimo؛ ۱۲ نوامبر ۱۹۱۴ – ۱۲ مارس ۲۰۰۴) قایقران کانو اهل فنلاند بود.
وی در مسابقات کشوری و بین‌المللی در مجموع برندهٔ ۳ مدال طلا شده‌است.